# Болдуин, Оливер, 2-й граф Болдуин-Бьюдли
Оливер Ридсдейл Болдуин, 2-й граф Бьюдли (англ. Oliver Ridsdale Baldwin, 2nd Earl Baldwin of Bewdley, 1 марта 1899 — 10 августа 1958) — британский политик, член Лейбористской партии, журналист, писатель
.
Старший сын трижды премьер-министра Великобритании Стэнли Болдуина и его жены Люси (урождённой Ридсдейл; 1869—1945).

## Биография
Закончил Итонский колледж. Участник Первой мировой и армяно-турецкой войн. Побывал в плену.
В 1929—1931 годы — член Парламента Великобритании от округа Дадли (в противоположность отцу, лейборист). С 1937 года носил титул учтивости виконт Корведейл (Viscount Corvedale).
Участник Второй мировой войны, которую закончил майором.
В 1945—1947 годы — член Парламента от округа Пейсли. Смерть отца в 1947 году сделала его 2-м графом Болдуином-оф-Бьюдли и членом Палаты лордов, лишив места в Палате общин.
В 1948—1950 годы — губернатор Подветренных островов.
Болдуин был гомосексуалом, что было хорошо известно в его семье, признававшей его длительные отношения с Джоном Бойлом. Этот факт послужил основанием для его конфликта со своим двоюродным дядей — Редьярдом Киплингом.
Автор книг:
- Six Prisons and Two Revolutions — 1925;
- Socialism and the Bible — 1928;
- The Questing Beast — 1932;
- Unborn Son — 1933;
- The Coming of Aissa — 1935;
- Oasis — 1936.

Женат не был. Титул унаследовал его младший брат — Артур (1904—1976). Похоронен на Антигуа.